# Агафангел (патриарх Константинопольский)
Патриа́рх Агафа́нгел (греч. Πατριάρχης Αγαθάγγελος; 1769, Адрианополь Османская империя — 1832, Адрианополь, Османская империя) — епископ Константинопольской православной церкви, патриарх Константинопольский (1826—1830).

## Биография
Родился в болгарской деревне близ Адрианополя, видимо, в болгарской семье, получил хорошее эллинское образование, обучаясь вместе с будущим патриархом Кирилом VI.
Юношей пришёл на Афон и подвизался в Иверском монастыре, приняв там монашеский постриг.
Около 1800 года стал настоятелем греческого подворья в Москве.
В ноябре 1815 года был избран и рукоположён митрополитом Белградским.
Был участником Народной Скупщины, провозгласившей 6 ноября 1817 года Милоша Обреновича наследным князем Сербии.
Во время греческого восстания 1821 года он был заключён в тюрьму в качестве заложника и содержался под стражей до августе 1825 года, когда был определён митрополитом Халкидонским.

### На патриаршей кафедре
26 сентября 1826 года в связи с низложением и ссылкой патриарха Хрисанфа был избран патриархом.
Был одним из самых образованных патриархов своего времени. Говорил на греческом, турецком, болгарском, русском и французском языках.
Издал ряд окружных посланий относительно приданого при вступлении в брак, о правильном совершении таинства крещения, о неприкосновенности церковного имущества, о святом Мире, где доказывал, что совершать мироварение может только патриарх Константинопольский, а также соблюдении монахами иноческих уставов.
Современники отмечали, что будучи человеком энергичным, благоразумным, он был чрезмерно строг к окружающим. Так, когда в Константинополе во время политического затишья собрались много духовных лиц, он жёстко потребовал удаления их в собственные епархии, а некоторые при этом были отправлены в ссылки.
Ряд неудачных действий патриарха понизили его репутацию и вызвали негативную реакцию, что в итоге привело к его низложению: в 1827 году, когда вожди материковой Греции просили у патриарха посредничества перед султаном Махмудом II о предоставлении им амнистии, патриарх по приказу султана послал делегацию в Каподистрию, требуя выдачи мятежных греков. Ответ был отрицательным, а действия патриарха признаны антинациональными. К этому добавилась причастность патриарха к делу по избранию патриарха Иерусалимского, которое было связано со взяточничеством, что, вместе с финансовыми и административными нарушениями, привело к его низложению 5 июля 1830 года.
Был сослан в Кесарию; затем проживал на родине, в Адрианополе, где и скончался в 1832 году.